# 1934年の大日本東京野球倶楽部
1934年の大日本東京野球倶楽部（1934ねんのだいにほんとうきょうやきゅうくらぶ）では、1934年の大日本東京野球倶楽部における動向をまとめる。
この年の11月に全米選抜野球チームが来日し、全日本チームと全国各地で対戦した興行が成功したことを受け、12月26日、丸の内の日本工業倶楽部で開催された創立総会において、読売ジャイアンツの前身となる大日本東京野球倶楽部が創立された。創立メンバーは11月の全日本チームを中心とした19名で構成され、創立総会で発表された。また、創立後の活動として、投手・捕手3名をさらに補充し、翌1935年に米国へ遠征する意向であることが発表された。

## できごと
- 11月2日 -   ルー・ゲーリッグ、ベーブ・ルースなどが参加した、全米選抜野球チームが来日（日米野球参照）[2]。
- 11月20日 - 静岡県草薙球場で行われた全日本対全米選抜野球チームにおいて、全日本の沢村栄治がルー・ゲーリッグの本塁打による1失点に抑える好投を見せる、スコアは1対0で全米が勝利[3]。
- 12月26日 - 現在の読売ジャイアンツの前身、大日本東京野球倶楽部の創立総会が丸の内の日本工業倶楽部でおこなわれる。巨人ではこの日を「巨人軍創立記念日」としている[1][4]。